# Mylund Kirke
Mylund Kirke ligger lidt syd for landsbyen Mylund ca. 14 km NØ for Brønderslev (Region Nordjylland).

## Eksterne kilder og henvisninger
- Mylund Kirke hos KortTilKirken.dk